# Dipsea Race

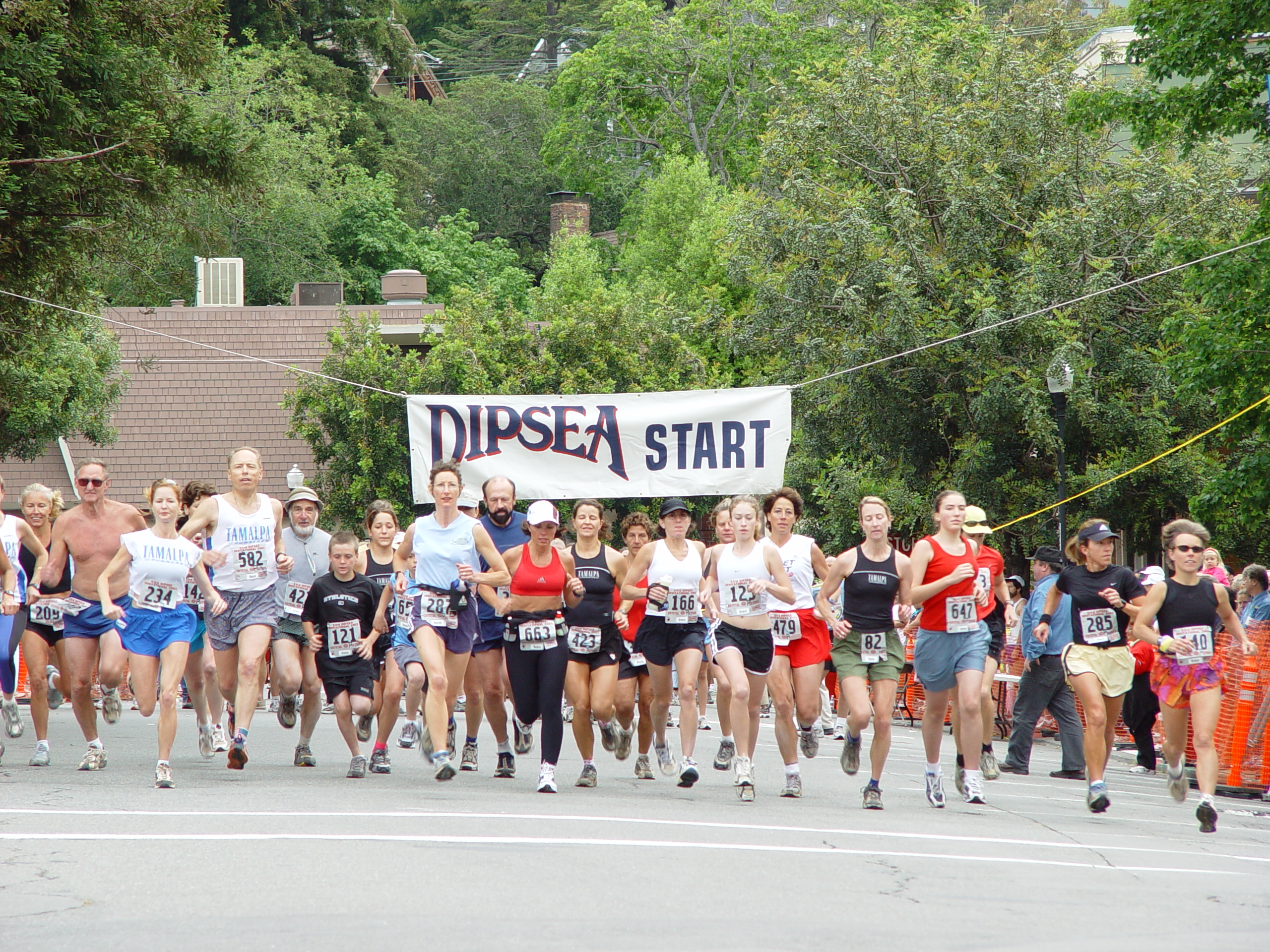
Eine Teilnehmergruppe beim Start des Rennens im Jahr 2003

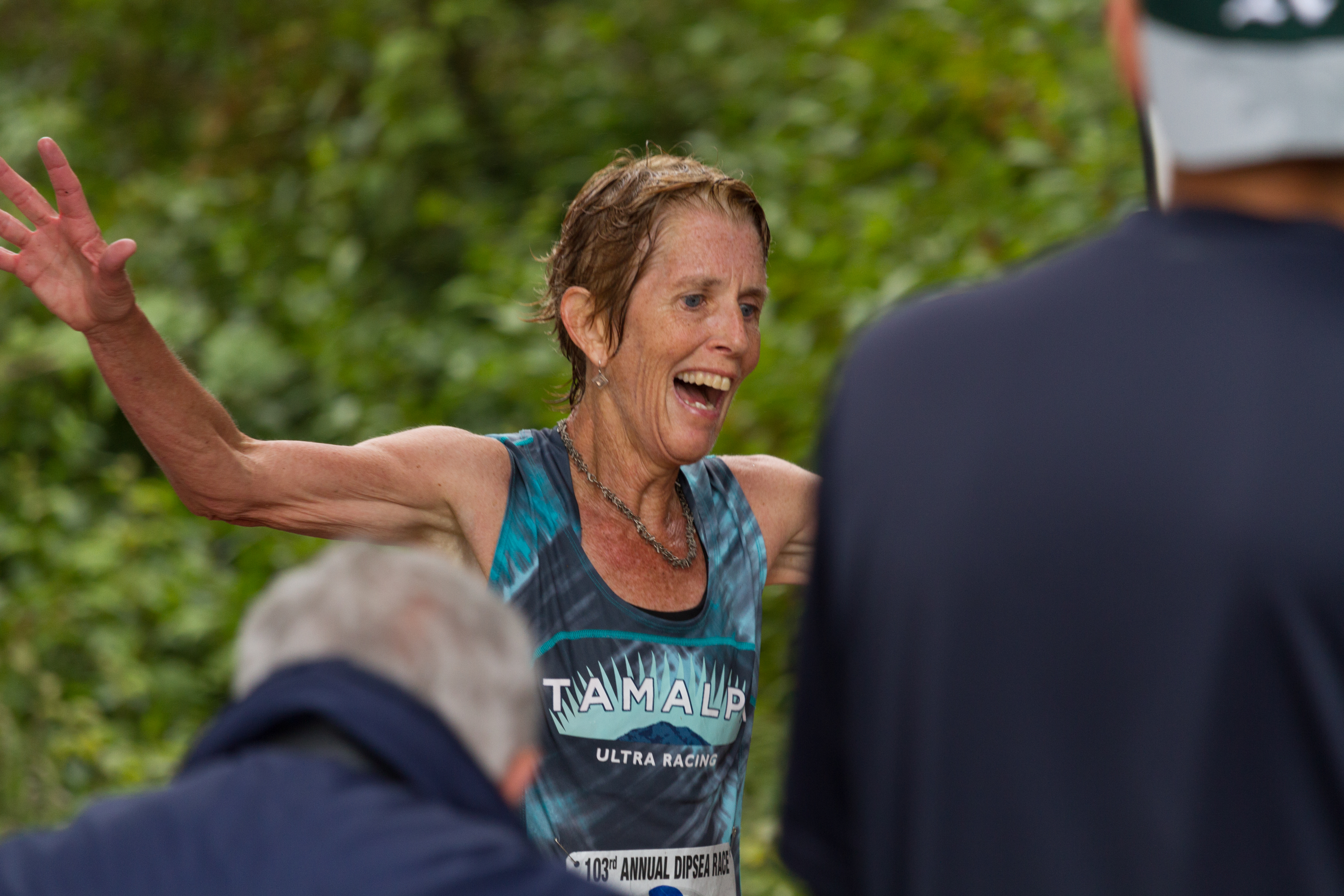
Diana Fitzpatrick aus Larkspur beim Gewinn der 103. Austragung des Rennens im Juni 2013.

Das Dipsea Race ist der älteste Traillauf und nach dem Boston-Marathon die zweitälteste Laufveranstaltung in den Vereinigten Staaten. Das Rennen wird – mit Unterbrechungen – seit 1905 ausgetragen und erstreckt sich über eine Länge von 7,44 Meilen (rund 12 km). Es führt ab dem Stadtzentrum von Mill Valley  hinauf zu den Hängen des Mount Tamalpais, weiter durch das Schutzgebiet Muir Woods National Monument und durch den Mount Tamalpais State Park nach Stinson Beach an der Küste des Pazifiks.
Zu den Besonderheiten des Rennens gehört, dass insgesamt 1219 Höhenmeter überwunden werden müssen, wobei die ersten Streckenabschnitte über das für Mill Valley typische Labyrinth von Treppen und Pfaden am Fuße des Mount Tamalpais führen. Eine weitere Besonderheit ist, dass das Ziel über verschiedene, von den Läufern unter strategischen Gesichtspunkten ausgewählte Routen erreicht werden kann. Um eine Chancengleichheit der Läufer zu gewährleisten, wird in einem Handicap-System gestartet, bei dem Teilnehmer – gemäß ihrem Alter und Geschlecht – zu unterschiedlichen Startzeitpunkten ins Rennen gehen.

## Geschichte

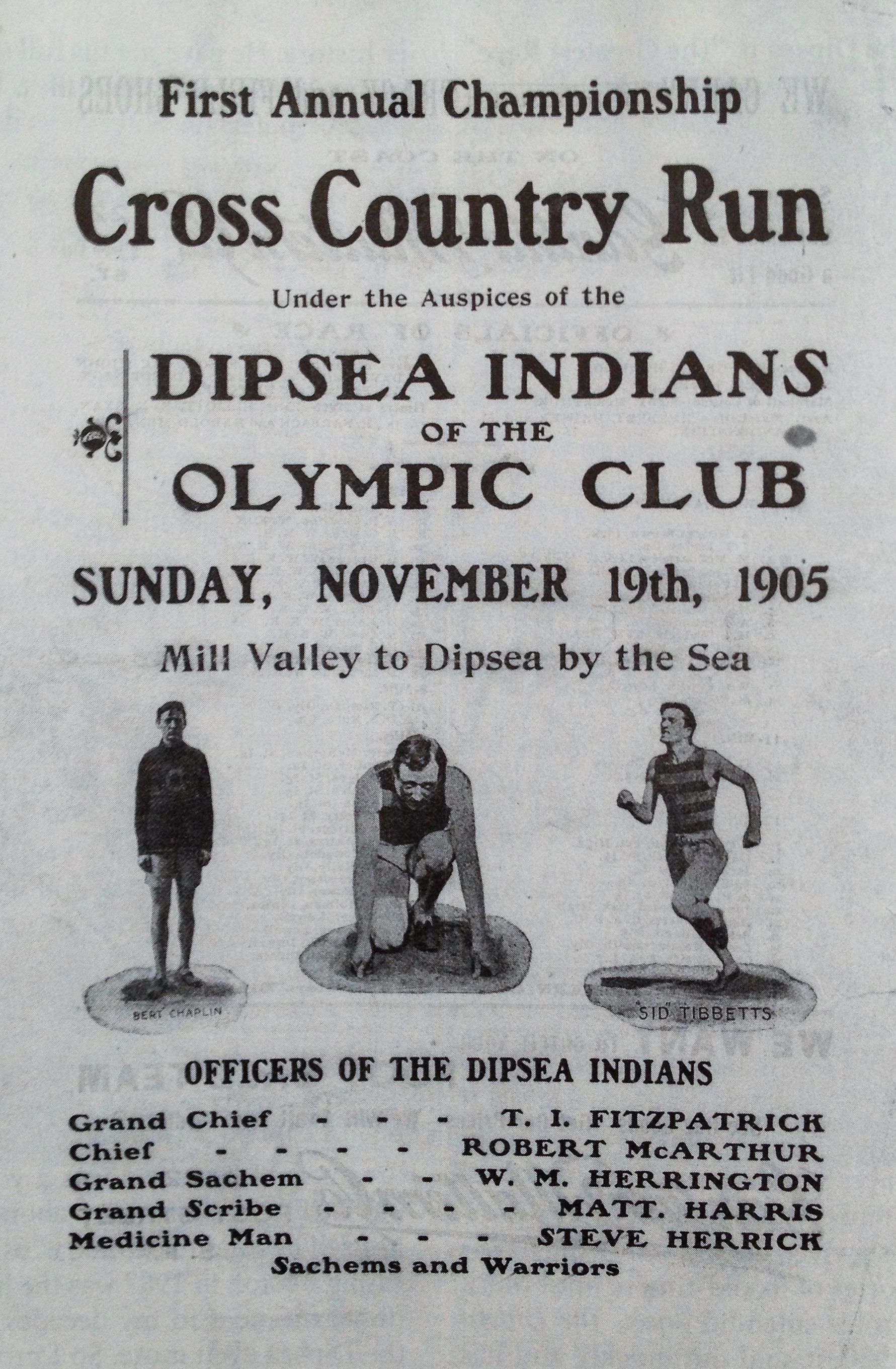
Titelblatt des ersten Programmheftes aus dem Jahr 1905

Die Geschichte des Dipsea Race geht auf das Jahr 1904 zurück. In diesem Jahr veranstalteten Mitglieder des Olympic Club – des ältesten Leichtathletikvereins der Vereinigten Staaten, mit Sitz in San Francisco – einen Tagesausflug zum „Dipsea Inn“, einem Ausflugslokal an der kalifornischen Pazifikküste. Sie reisten zunächst mit der Fähre nach Sausalito und dann weiter mit der Bahn bis nach Mill Valley. Dort angekommen, schlossen sie eine Wette ab, wer das Dipsea Inn zuerst erreichen würde. Das Unternehmen stellte sich dabei als eine solche Herausforderung dar, dass die Vereinsmitglieder beschlossen, das Rennen von nun ab einmal jährlich abzuhalten.
Das erste offizielle Dipsea Race fand am 19. November 1905 statt. Von der Zeitung San Francisco Examiner als „das größte Querfeldeinrennen“ angekündigt, „das jemals in diesem oder einem anderen Land veranstaltet wurde“, meldeten sich mehr als 100 Läufer an. Gewonnen wurde diese erste Ausgabe des Dipsea Race von John Hassard, einem Schüler aus Oakland.
Die heutige Ausgabe des Dipsea Race ähnelt noch weitestgehend jenem Rennen von 1905. Lediglich kleinere Änderungen wurden vorgenommen. So wurde das Rennen etwa im Jahr 1907 um den letzten Abschnitt verkürzt, der über den Strand an der Pazifikküste führte. Von 1965 wurde ein festes Reglement für den Vorsprung eingeführt, den Läufer je nach ihrem Lebensalter erhalten. Zuvor war dieser Vorsprung noch an das Laufvermögen jedes einzelnen Teilnehmers angepasst worden. Die Teilnahmemöglichkeit für Frauen wurde im Jahr 1971 ins Reglement aufgenommen, obwohl sie faktisch schon seit 1950 an dem Rennen teilnahmen.
Die Geschichte des Rennens wurde in der ersten Hälfte des 20. Jahrhunderts zweimal unterbrochen. Während der Great Depression musste es in den Jahren 1932 und 1933 wegen Finanzierungsproblemen ausgesetzt werden und in den Jahren von 1942 bis 1945 fanden aufgrund der Teilnahme der Vereinigten Staaten am Zweiten Weltkrieg ebenfalls keine Rennen statt.
Aufgrund der immer weiter steigenden Beliebtheit des Rennens ist die Teilnehmerzahl seit dem Jahr 1977 begrenzt (heute 1500 Läufer). Seit 1983 wird das Rennen jährlich am zweiten Sonntag im Juni ausgetragen.

## Das Rennen

### Streckenführung
Die Strecke des Dipsea Race führt über den „Dipsea Trail“, einen Pfad, der möglicherweise schon vor Ankunft der europäischen Siedler von den Miwok-Indianern genutzt wurde. Erstmals bildlich dargestellt wurde der Pfad auf der ersten Karte von Marin County im Jahr 1854. Im Jahr 2010 wurde der „Dipsea Trail“ in das National Register of Historic Places aufgenommen.
Die offizielle Streckenlänge des heutigen Rennens wurde im Jahr 2010 mit 7,44 Meilen gemessen, was in etwa zwölf Kilometern entspricht. Nehmen die Läufer alle zugelassenen Abkürzungen, so beträgt die Länge der Strecke 7,12 Meilen.
Über die Geschichte des Rennens hinweg wurde die Streckenführung immer wieder verändert. Im Jahr 1974, als Ron Elijah seine bis heute bestehende Rekordzeit von 44 Minuten und 49 Sekunden lief, wurde die Länge der Strecke mit 6,75 Meilen gemessen. Inwieweit solche Zeiten angesichts der Streckenänderungen mit denen heutiger Läufer vergleichbar sind, ist unter den Fans des Rennens ein Gegenstand häufiger Debatten.
| Position                             | Beschreibung | Zurückgelegte Wegstrecke (Meilen) | Bild |
| Mill Valley, Miller und Throckmorton | Das Dipsea Race startet traditionell im Herzen Mill Valleys, in der Nähe des Mill Valley Eisenbahndepots. Zunächst geht es auf der Throckmorton Avenue (im Bild rechts) nach Westen zum Old Mill Park. In den frühen Jahren des Dipsea Race wurde das Rennen direkt an der „Historic Clock“ (Bildmitte) gestartet. | 0                                 |      |
| Dipsea Steps                         | Die berühmten Treppenstufen des Rennens, die „Dipsea Steps“, beginnen am Fuße des Mount Tamalpais im Old Mill Park (Bild). Bis in die späten 1960er handelte es sich um 671 Stufen, was Jack Kirk (siehe unten) zu dem legendären Ausspruch „Alte Dipsea-Läufer sterben nie. Sie erreichen nur die 672te Treppenstufe“ inspirierte. Eine auf der obersten Treppenstufe angebrachte Plakette erinnert heute an Kirk († 2007). Nach Reparaturen handelt es sich heute um insgesamt 685 Stufen. | 0,39                              |      |
| One-mile marker                      | Auf dem Weg zum Bayview Drive passieren die Läufer den Markierungsstein für die erste zurückgelegte Meile (Bild). In den 1980er Jahren wurden an dieser Stelle die Worte „One Mile Tree“ in eine Zypresse geschnitzt, doch die Wunde verheilte und der Schriftzug verschwand. Im November 2005 wurde der heutige Markierungsstein feierlich enthüllt. | 1,0                               |      |
| Bayview Drive und Panoramic Highway  | Über den Bayview Drive erreichen die Läufer den Panoramic Highway. In den ersten Jahren überquerten die Teilnehmer den Panoramic Highway an dieser Stelle in direkter Linie. Nachdem dieser historische Rennabschnitt gegen Ende der 1960er Jahre mit Häusern bebaut wurde, begannen Auseinandersetzungen mit deren Bewohnern, die die bisherige Route versperrten. Im Jahr 1970 soll ein Rennteilnehmer angeblich den Hund der Bewohner heimlich gefüttert haben, um am Tag des Rennens ungehindert auf dem ursprünglichen Pfad zu laufen. Heute führt die Strecke rechts an den Häusern vorbei (Bild). | 1,19                              |      |
| Muir Woods Parkplatz                 | Nach 2,1 Meilen erreichen die Läufer den Parkplatz des Muir Woods National Monument (Bild). Von hier aus führt der Weg über den Redwood Creek, einen kleinen Fluss, weiter durch das für seine Mammutbäume berühmte Schutzgebiet. | 2,1                               |      |
| Steg über den Redwood Creek          | Nur wenige Schritte hinter dem Muir Woods Parkplatz überqueren die Läufer den Redwood Creek über einen Holzsteg (Bild). In den 1970er Jahren war der Holzsteg mit einem Schild „No Running on Bridge“ versehen, das von vielen Läufern ignoriert und später abgebaut wurde. In besonders regenreichen Wintern wird der Steg entfernt. | 2,17                              |      |
| Dynamite                             | Sobald die Läufer den Redwood Creek überquert haben, erreichen sie einen steil über eine halbe Meile hinweg ansteigenden Streckenabschnitt mit dem Namen „Dynamite“ (Bild). Dies ist der Beginn eines sich über mehrere Meilen erstreckenden Anstiegs, der später mit dem „Cardiac Hill“ (siehe unten), den höchsten Punkt der Gesamtstrecke erreicht. | 2,18                              |      |
| Halfway Rock                         | Nach 3,19 Meilen wird der „Halfway Rock“, ein markanter Stein (Bild) im Mount Tamalpais State Park erreicht. Nach der heutigen Streckenführung sind an dieser Stelle allerdings erst 43 % der Gesamtstrecke überwunden. | 3,19                              |      |
| Rainforest                           | Nach 3,65 Meilen verlassen die Läufer den Mount Tamalpais State Park und betreten erneut das Muir Woods National Monument. Der nun folgende Streckenabschnitt wird wegen seines dichten Baumbewuchses als „The Rainforest“ bezeichnet (Bild). In Jahren mit besonders hohen Niederschlagsmengen sind die Pfade in diesem Abschnitt mit Schlamm bedeckt. | 3,65                              |      |
| Cardiac                              | Der steil aufsteigende Streckenabschnitt zwischen den Meilen 4,21 und 4,29 wird als „Cardiac“ bezeichnet. Der Gipfel des Cardiac (Bild) ist zugleich der höchstgelegene Punkt des Rennens. Von hier aus haben die Läufer einen Blick auf den Pazifik, San Francisco und – unter besonders guten Wetterbedingungen – bis zu den Farallon-Inseln. | 4,21                              |      |
| Steep Ravine                         | Nach 5,68 Meilen erreichen die Läufer die Streckenabschnitt „Steep Ravine“ (Bild). Dieser Abschnitt führt steil abwärts über Gestein, Baumwurzeln und Treppen. Besonders geschickte Läufer nehmen dabei vier Treppenstufen in einem Schritt. Andere Rennteilnehmer steigen den steilen Pfad langsam und vorsichtig herab. Dies hat in vergangenen Jahren zu äußerst gefährlichen Rennsituationen und zahlreichen Stürzen geführt. Damit gehört Steep Ravine zu den gefährlichsten Streckenabschnitten im Dipsea Race.                                                                                    | 5,68                              |      |
| Stinson Beach                        | Das Ziel auf dem Strand von Stinson Beach (Bild) wird heute nach 7,44 Meilen erreicht. | 7,44                              |      |

### Das Bewerbungsverfahren
Das Verfahren, nach dem die Teilnehmer des Rennens ausgewählt werden, wurde in der Geschichte des Dipsea Race mehrfach geändert. Während die reguläre Startgebühr heute 60 Dollar beträgt, wurde in der Frühzeit des Rennens noch keine Startgebühr erhoben. Zudem konnten sich Läufer bis in die 1960er Jahre noch am Tag des Rennens in eine Teilnehmerliste im Startbereich in Mill Valley eintragen. Seit das Starterfeld in den späten 1970er Jahren auf 1500 Läufer begrenzt wurde und der Konkurrenzdruck unter den potentiellen Teilnehmern wuchs, ist das Bewerbungsverfahren zunehmend komplizierter gestaltet worden. Heute können sich Läufer über verschiedene Wege für das Rennen qualifizieren. Die Rennkommission verschickt vor jedem Dipsea Race eine Einladung an diejenigen Läufer, die im Vorjahr eine Einladung erhielten und die zugleich unter den ersten 450 Teilnehmern waren, die die Ziellinie erreichten. Zusätzlich erhalten diejenigen Läufer ein Teilnahmeformular, die unter den ersten 750 Teilnehmern waren, die im Vorjahr die Ziellinie erreichten und in der Gruppe gestartet waren, deren Läufer keine Einladung erhielten. Läufer aus diesen beiden Teilnehmergruppen gelten als gesetzt, sofern sie ihr Teilnahmeformular bis zum Bewerbungsschluss – üblicherweise dem 1. April – zurückschicken. Die übrigen Plätze werden an diejenigen Bewerber vergeben, die entweder als Erste ein Teilnahmeformular ausfüllen, sich über eine verdeckte Auktion einen Platz erkaufen oder im Rahmen einer Lotterie für das Rennen ausgelost werden. Darüber hinaus heißt es auf der aktuellen Webseite des Dipsea Race, dass auch diejenigen Bewerber eine Chance erhalten, die entweder mit einer „überzeugenden und anrührenden Geschichte“ die Rennkommissare überreden können oder am Freitag vor dem Rennen im Rahmen eines Festessens einen der beiden letzten Teilnahmeplätze ersteigern, wobei die Gebote bei 500 Dollar starten.

### Das Handicap-System

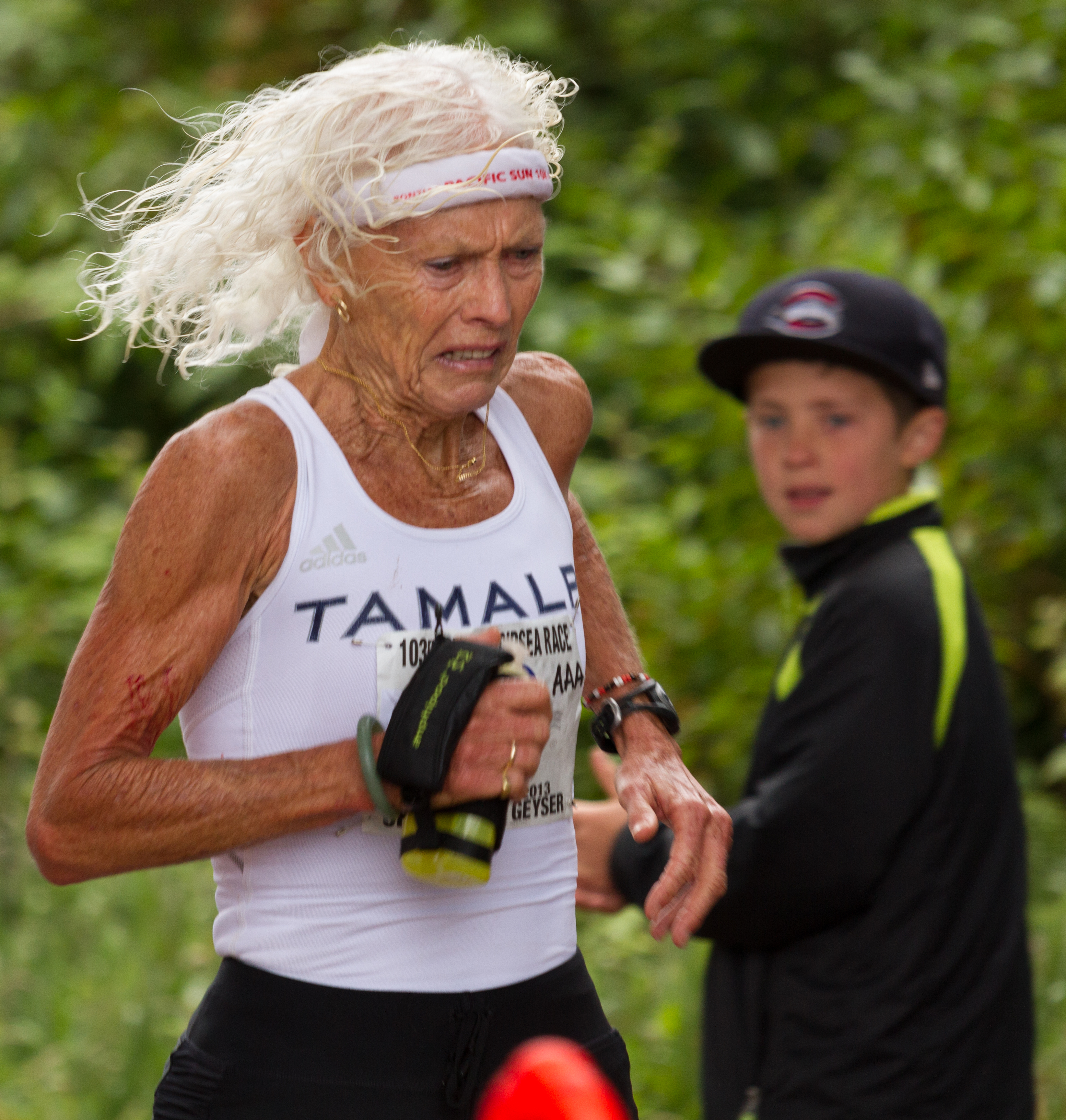
Die 70-jährige Melody-Ann Schultz, Gewinnerin des Jahres 2006 und Zweite bei der hundertsten Austragung, läuft das Dipsea 2013.

Seit der ersten Austragung des Dipsea Race im Jahr 1905 ist das Handicap-System ein integraler Bestandteil des Rennens. Mit dem englischen Begriff „handicap“ wird dabei der Rückstand bezeichnet, den ein Läufer auf die Teilnehmer erhält, die mit einem Vorsprung starten. Gestartet wird in Gruppen, wobei die letzte Gruppe – genannt „scratch group“ – ohne Vorsprung ins Rennen geht. Die tatsächliche Laufzeit eines Teilnehmers wird als „clock time“ bezeichnet. Allein in 11 Rennen – und kein einziges Mal seit 1985 – konnte ein Läufer das Dipsea Race gewinnen, der die schnellste „clock time“ lief und damit der insgesamt schnellste Läufer war.
Während das „handicap“ in den ersten Jahren noch auf einer individuellen Einschätzung der Läufer basierte, wurde das „handicap“ von 1965 an allein aufgrund des Alters bestimmt. Seit der offiziellen Teilnahmemöglichkeit für Frauen im Jahr 1971 wird der Vorsprung auf der Grundlage einer Kombination von Alter und Geschlecht ermittelt. Die Neuregelung von 1965 führte dazu, dass ältere Teilnehmer des Dipsea Race bessere Chancen auf den Sieg erhielten. Zwischen den Jahren 1993 und 2009 wurde das Rennen stets von Läufern gewonnen, die älter als 50 Jahre waren. Im Jahr 2010 gingen insgesamt 52 unterschiedliche Gruppen an den Start, die jeweils mit einer Minute Zeitunterschied ins Rennen gingen.
Mit der Dominanz des Läufers Sal Vasquez (siehe unten), der das Rennen in vier aufeinanderfolgenden Jahren gewann, wurde im Jahr 1986 zudem eine eigene Regel für ehemalige Gewinner des Dipsea Race eingeführt. Diese unter dem Namen „Winners Penalty“ (ursprünglich „Sal Vasquez Rule“) bekannte Regel besagt, dass die Gewinner eines der fünf vorangegangenen Jahre mit einer Minute Rückstand ins Rennen starten mussten. Nachdem Megan McGowan das Rennen 1992 zum zweiten Mal in Folge gewonnen hatte, wurde die „Megan McGowan Rule“ eingeführt, bei der diese Minuten je Läufer kumuliert wurden. In den Rennen zwischen 2007 und 2009 ging der Vorjahressieger mit vier Minuten Rückstand ins Rennen, unabhängig davon, wie viele Austragungen er in den vorangegangenen Jahren gewonnen hatte. Im Jahr 2010 wurde das Rennen für Vorjahressieger wieder leicht entschärft. Seither starten alle Vorjahresgewinner mit je einer Minute Rückstand pro gewonnenem Rennen in den vorangegangenen drei Jahren.

### Teilnehmer (Auswahl)

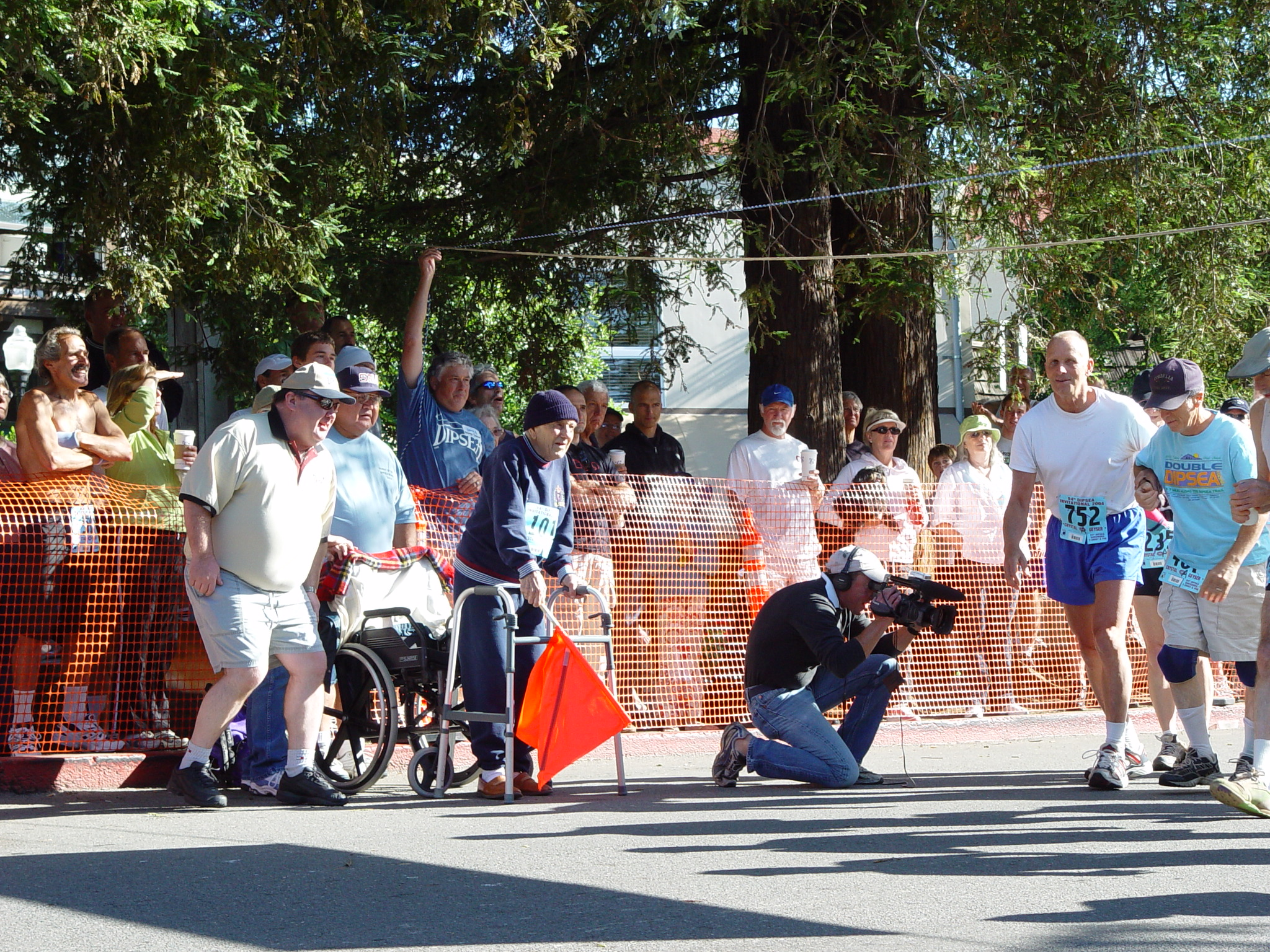
Jack Kirk (Mitte links), bekannt als „Dipsea Demon“, eröffnet das Dipsea Race des Jahres 2004.

- Jack Kirk, genannt „Dipsea Demon“ – Zwischen 1930 und 2002 nahm Kirk an insgesamt 67 Rennen teil. Als er im Jahr 2007 im Alter von 100 Jahren starb, hielt er damit den Teilnahmerekord. Sein letztes vollständig absolviertes Rennen beendete Kirk im Jahr 2002. Im darauffolgenden Jahr konnte er das Rennen nicht abschließen, kam aber – im Alter von 96 Jahren – bis zum Gipfel des „Cardiac Hill“.
- Sal Vasquez – Vasquez bestritt sein erstes Dipsea Race 1980 im Alter von 40 Jahren. Im Verlauf des Rennens stürzte er zweimal und musste im Anschluss mit 12 Stichen in einem Krankenhaus versorgt werden. Der Tageszeitung Marin Independent Journal sagte er anschließend, es sei irrwitzig, nach Mill Valley zu kommen.[11] In den Jahren nach 1980 gewann er das Dipsea Race dann aber insgesamt siebenmal und hält damit den Rekord für die bisher meisten Siege.
- Melody-Ann Schultz und Reilly Johnson – Beide Läuferinnen starteten im Jubiläumsjahr 2010 (Hundertstes Dipsea Race) mit einem Vorsprung von 25 Minuten.[12] Kurz vor dem Ziel stürzte Johnson und wurde von Schultz angefeuert, wieder aufzustehen und das Rennen zu beenden. Am Ende konnte Johnson das Rennen mit sieben Sekunden vor Schultz für sich entscheiden. Schultz war zu diesem Zeitpunkt eine 67-jährige Großmutter und Johnson eine 8-jährige Schülerin.

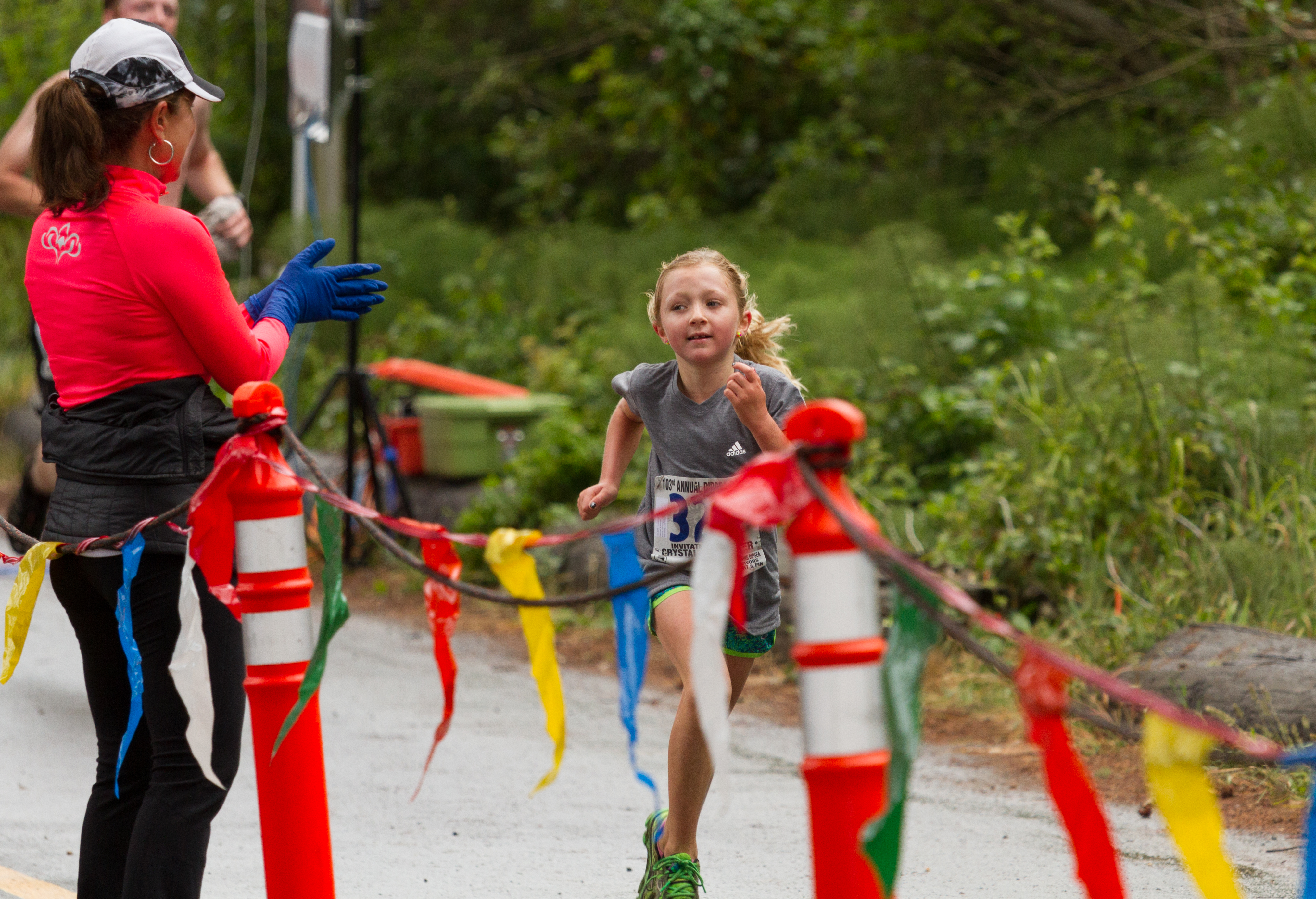
Das Rennen steht auch Läufern in einem Alter von sechs Jahren und darunter offen
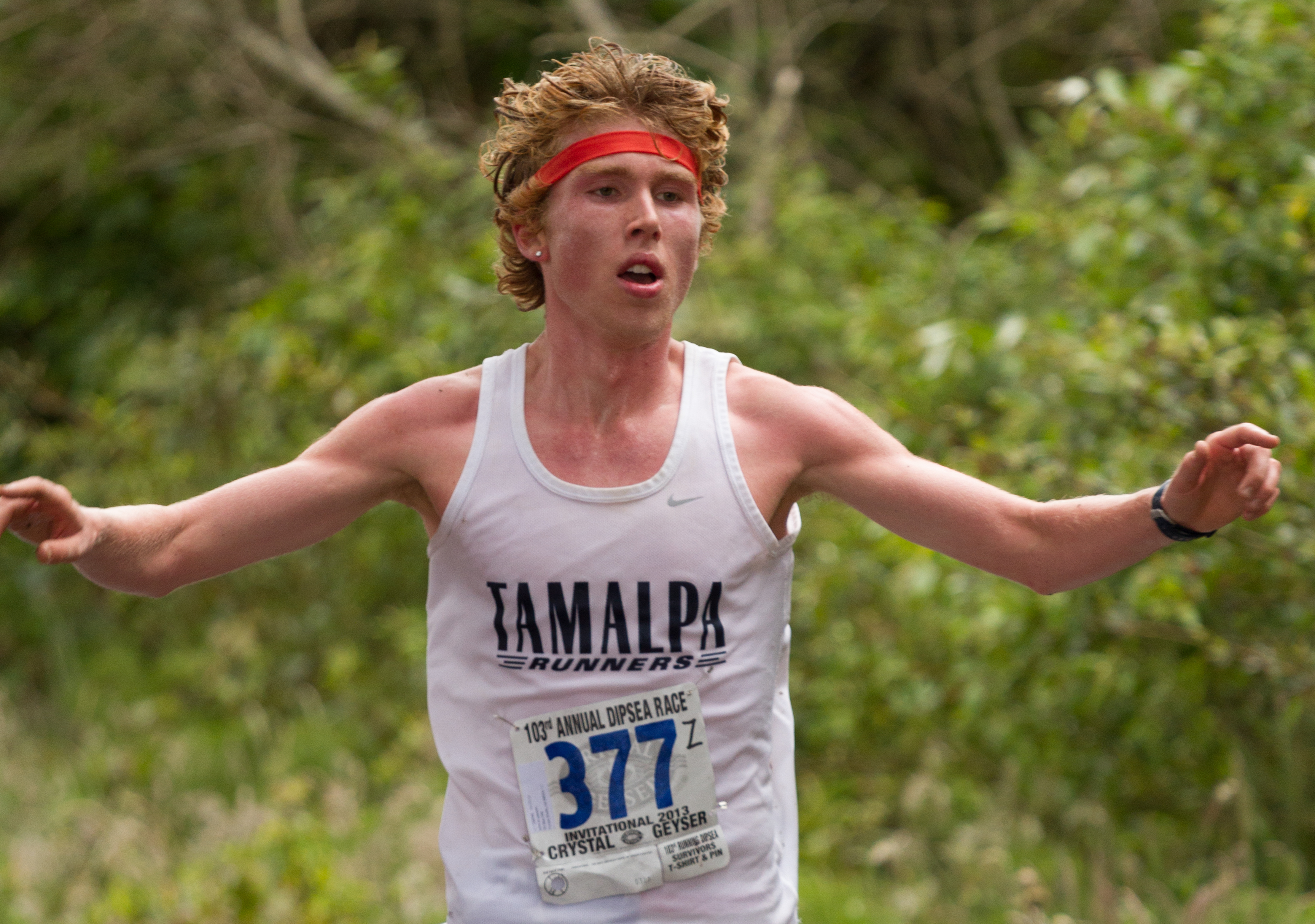
Läufer beim Erreichen der Ziellinie
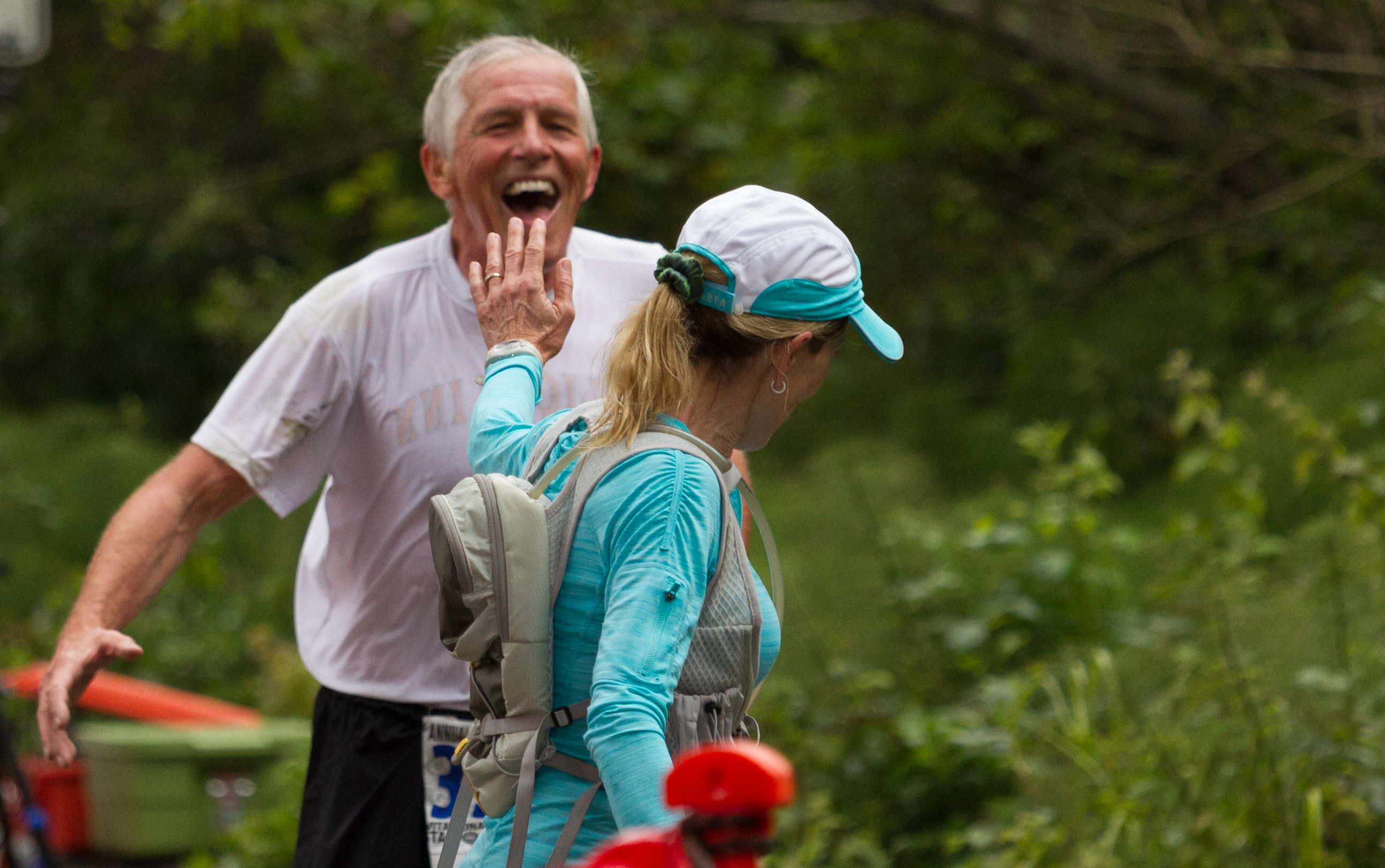
Eine Läuferin wartet kurz vor der Ziellinie auf ihren Mann, der ebenfalls am Rennen teilnimmt
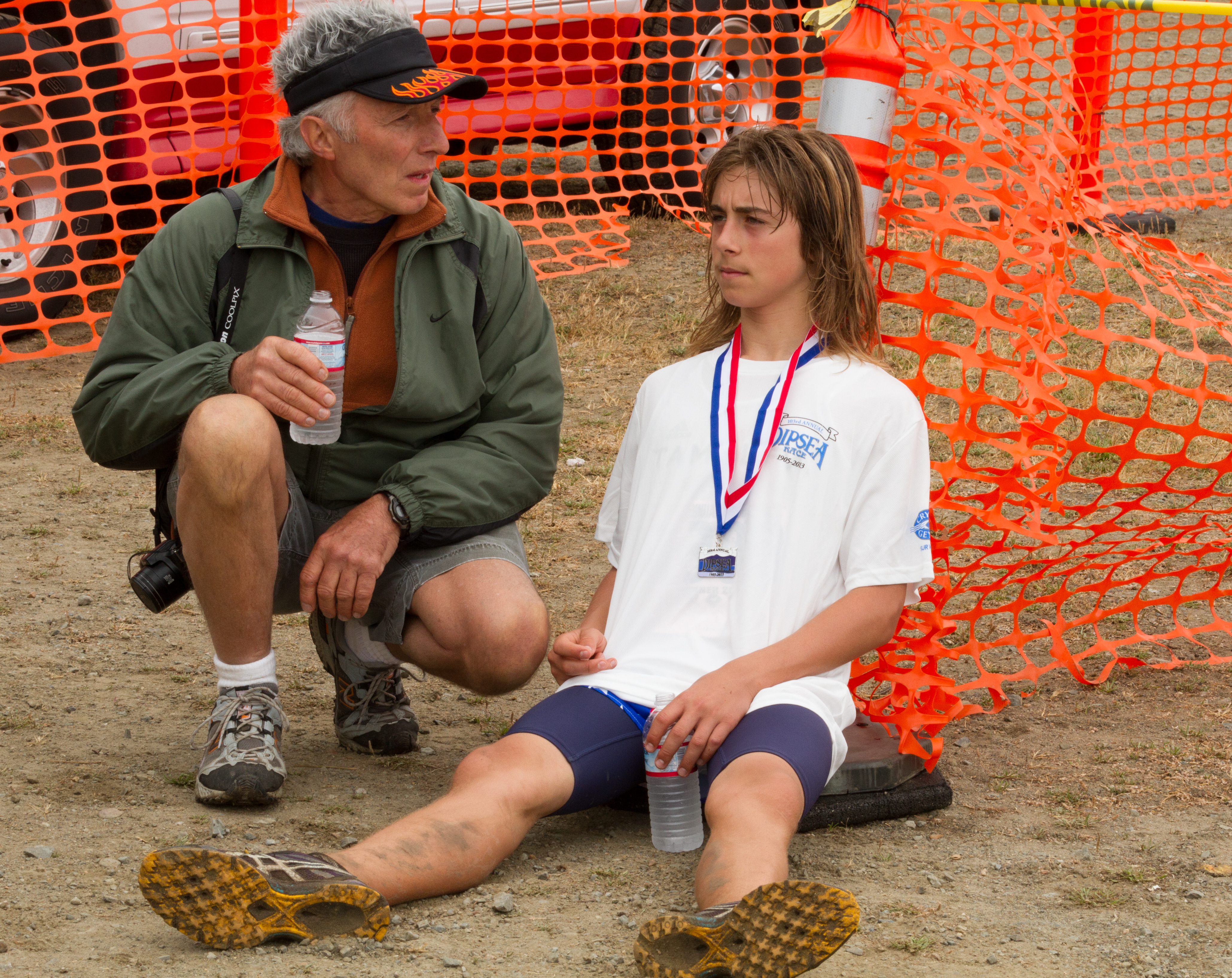
Nach der Ankunft in Stinson Beach

### Rekorde
| Rekord                                                  | Rekordhalter, Rekordzahl                       | Jahr                        |
| Schnellste Zeit (Männer)                                | Ron Elijah, 44 Minuten und 49 Sekunden         | 1974                        |
| Schnellste Zeit (Frauen)                                | Peggy Smyth, 55 Minuten und 47 Sekunden        | 1988                        |
| Meiste Siege                                            | Sal Vasquez, sieben Siege                      | 1982–1985, 1990, 1994, 1997 |
| Ältester Gewinner                                       | Hans Schmid, 72 Jahre                          | 2012                        |
| Jüngster Gewinner                                       | Reilly Johnson, 8 Jahre und 341 Tage           | 2010                        |
| Größter Abstand zum Zweitplatzierten                    | Ralph Perry, 6 Minuten und 56 Sekunden         | 1953                        |
| Kürzester Abstand zum Zweitplatzierten                  | Leslie McGregor, 2 Sekunden                    | 1948                        |
| Meiste Bestzeiten                                       | Mike McManus, 8-mal Bestzeit                   | —                           |
| Meiste Platzierungen unter den ersten Fünf              | Russ Kiernan, 20 Platzierungen                 | —                           |
| Meiste Zielankünfte                                     | Jack Kirk, 67 Zielankünfte                     | 1930–2002                   |
| Meiste Teilnahmen bis zum ersten Sieg                   | Russ Kiernan, 26 Teilnahmen (1967–1998)        | —                           |
| Häufigste Platzierungen unter den ersten Zehn ohne Sieg | Roger Daniels und Bob Malain, 24 Platzierungen | —                           |

## Andere Dipsea-Rennen

### Double und Quadruple Dipsea
Seit 1970 wird das „Double Dipsea“ einmal jährlich ausgetragen. Die Strecke führt von Stinson Beach nach Mill Valley und wieder zurück. Das Double Dipsea findet 13 Tage nach dem Dipsea Race statt. Im Jahr 2010 erreichten 570 Läufer das Ziel. Russ Kiernan, mehrfacher Dipsea Race-Teilnehmer, hält den Double Dipsea-Rekord von insgesamt elf Siegen.
Seit 1985 findet jährlich das „Quadruple Dipsea“ statt. Dessen Geschichte geht zurück auf das Jahr 1978, als die beiden aus Mill Valley stammenden Läufer Mike McKenzie und Hans Roenau zum ersten Mal die vierfache Dipsea Race-Strecke liefen. McKenzie gewann dieses erste Rennen, nachdem Roenau völlig ausgehungert angehalten hatte, um Brombeeren zu pflücken.
Das Quadruple Dipsea beginnt und endet in Mill Valleys Old Mill Park. Das Rennen wird ohne Handicap-System ausgetragen; alle Läufer starten zur selben Zeit. Da das Rennen am Samstag nach Thanksgiving und damit vergleichsweise spät im Jahr ausgetragen wird, müssen die Teilnehmer häufig auch mit schlechten Wetterverhältnissen kämpfen.

### Die „Women’s Dipsea Hikes“
Die fünf Austragungen des „Women’s Dipsea Hikes“ zwischen 1918 und 1922 nehmen einen besonderen Platz in der Geschichte der Leichtathletik in den Vereinigten Staaten ein. Da die 1888 gegründete Amateur Athletic Union als führender Amateur-Sportverband Frauen von Langstreckenläufen zu jener Zeit ausschloss, wurde das Rennen offiziell als „Wanderung“ (englisch hike) deklariert. Dessen ungeachtet wiesen die Women’s Dipsea Hikes dieselben Charakteristiken auf, wie eine offizielle Laufveranstaltung: die Teilnehmerinnen trainierten im Vorfeld für das Rennen, die Gewinnerinnen bekamen Preise und sowohl Platzierungen als auch Zeiten wurden festgehalten.
Obwohl erste Kommentatoren die Teilnahme von Frauen am Rennen positiv bewerteten und den weiblichen Athleten neben einer „größeren Beharrlichkeit“ auch eine „größere Ausdauer“ als gleichwertig trainierten Männern zusprachen, entstanden schon bald Diskussionen darüber, ob es für Frauen schicklich sei, an Laufveranstaltungen wie dem Women’s Dipsea Hike teilzunehmen. Diese Diskussionen drehten sich vor allem um die von den weiblichen Rennteilnehmerinnen getragene Kleidung sowie um die Frage, ob die weiblichen Körper während des Rennens womöglich einer für Frauen „unangemessenen Belastung“ ausgesetzt würden. Für die genauen Gründe, warum die Women’s Dipsea Hikes schon fünf Jahre nach ihrer ersten Austragung eingestellt wurden, liegen laut der Sporthistorikerin Rita M. Liberti keine Quellen vor; sie nimmt jedoch an, dass es gerade diese Diskussionen waren, die schon 1923 zu einem Ende der Austragung des Rennens für Frauen führten. Erst sechs Jahre nach dem letzten Women’s Dipsea Hike im Jahr 1922 wurden Frauen für Laufdisziplinen bei den Olympischen Spielen zugelassen.

## Filmische Verarbeitungen
Im Mai 1986 erschien der Film „On the Edge“ in den amerikanischen Kinos. Der in Mill Valley geborene Rob Nilsson schrieb das Buch zum Film, führte Regie und war gleichzeitig Co-Produzent des Filmes. Nilsson war schon in seiner Schulzeit von dem Rennen fasziniert und nahm selbst mehrere Male als Läufer an dem Rennen teil. Der Film erzählt die Geschichte von Wes Holman (gespielt von Bruce Dern), einem ehemaligen Hochleistungssportler, der auf unfairem Wege von einer Teilnahme an den Olympischen Spielen ausgeschlossen und für Rennen in den Vereinigten Staaten gesperrt wurde. Jahre später kehrt Holman in seine Heimatstadt Mill Valley zurück, um am Dipsea Race teilzunehmen und dieses schließlich – trotz aller Widrigkeiten – zu gewinnen. In einem Beitrag für die New York Times zog Filmkritikerin Nina Darnton die Bilanz, On the Edge vermittle eine ähnliche Begeisterung vom Laufsport wie der Film Die Stunde des Siegers aus dem Jahr 1981.
Tim Amyx, wie Nilsson ein ehemaliger Teilnehmer des Rennens, fügte seine in den 1980er Jahren entstandenen Filmaufnahmen zum Dipsea Race zu einem 40-minütigen Video „The Dipsea Race“ zusammen. Später produzierte er eine 11-minütige Fassung für das hundertste Rennen im Jahr 2005. Die amerikanische Firma Magus Films produzierte unter dem Titel „Survival Run“ einen Film über die Rennteilnahme des blinden Läufers Harry Cordellos. Und im Jahr 2004 erschien unter dem Titel „The Dipsea Demon“ ein Dokumentarfilm über die Geschichte von Jack Kirk.

## Literatur

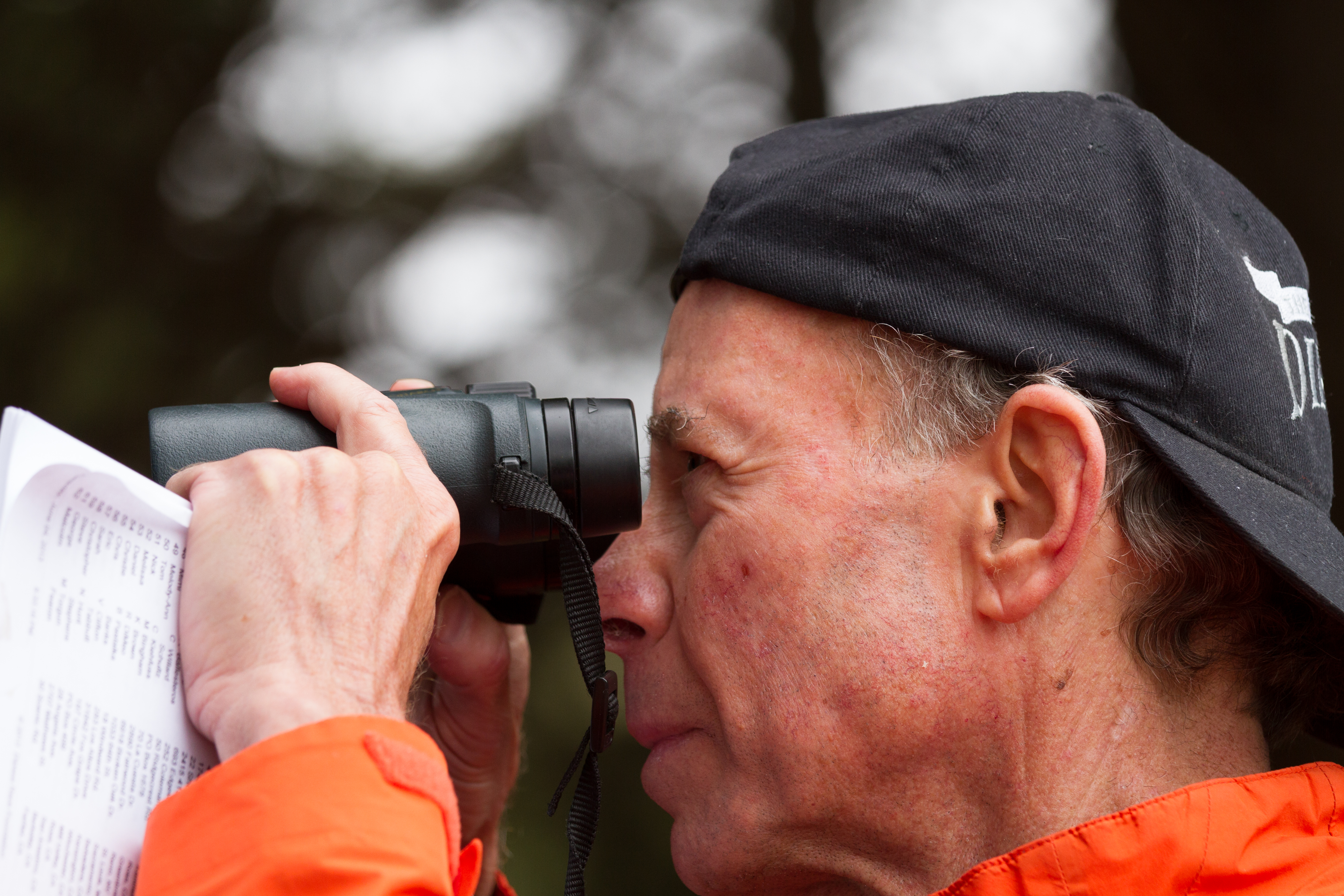
Barry Spitz, Autor des maßgeblichen Buches über das Rennen, als Streckenansager bei der Austragung im Jahr 2013.